# Švedska kruna
Švedska kruna (švedski krona) je službena valuta Švedske od 1873. Švedska kruna podijeljena je na 100 öre.
1873. švedska kruna zamijenila je dotadašnju valutu riksdaler u sklopu Skandinavske monetarne unije koja je počela djelovati 1873. godine i održala se do Prvog Svjetskog rata. Članice te unije bile su skandinavske zemlje Švedska, Danska i Norveška. Nakon raspuštanja Skandinavske monetarne unije svaka od zemalja članica je odlučila zadržati naziv postojećih valuta koje su do tada vrijedile.
Kovanica od jedne švedske krune tradicionalno sadrži lik trenutnog vladara na prednjoj strani.
Pet različitih verzija kovanice od 1 švedske krune (slijeva nadesno) :
- 2001. - danas : Karlo XVI. Gustav
- 2000. : Karlo XVI. Gustav
- 1976. – 1999. : Karlo XVI. Gustav
- 1952. – 1975. : Gustav VI. Adolf
- 1909. – 1950. : Gustav V. Švedski

## Ostale kovanice
| Kovanice švedske krune | Kovanice švedske krune | Kovanice švedske krune | Kovanice švedske krune | Kovanice švedske krune | Kovanice švedske krune                                                         |
| Slika                  | Vrijednost             | Promjer                | Debljina               | Težina                 | Sastav                                                                         |
| ---------------------- | ---------------------- | ---------------------- | ---------------------- | ---------------------- | ------------------------------------------------------------------------------ |
|                        | 50 öre                 | 18.75 mm               | 1.80 mm                | 3.7 g                  | 97% bakar 2.5% cink 0.5% kositar                                               |
|                        | 1 krona                | 25 mm                  | 1.88 mm                | 7 g                    | bakar-nikal 75% bakar 25% nikal                                                |
|                        | 5 kronor               | 28.5 mm                | 2 mm                   | 9.5 g                  | Vanjski sloj (46.5%): bakar-nikal (kao 1kr) Unutarnji sloj (53.5%): 100% nikal |
|                        | 10 kronor              | 20.5 mm                | 2.9 mm                 | 6.6 g                  | 89 % bakar 5 % aluminij 5% cink 1% kositar                                     |

## Novčanice
Počevši od 1874. godine, švedska centralna banka (Sveriges Riksbank) je uvela novčanice od 1, 5, 10, 50, 100 i 1000 kruna. Novčanica od 1 krune se izdavala samo prve dvije godine, ali se ponovo počela tiskati između 1914. i 1920. godine. Novčanice od 10.000 kruna su izdavane 1939. i 1958. godine.
Novčanica od 5 kruna se prestala izdavati 1981. godine, iako su od 1972. godine počele cirkulirati i kovanice od 5 kruna. Novčanica od 500 kruna je uvedena 1985. godine. Uvođenjem kovanice od 10 kruna 1991. godine, izdavanje novčanice od 10 kruna je prestalo a uvedena je novčanica od 20 kruna. Iste godine prestalo je tiskanje i novčanice od 50 kruna, da bi se 1996. godine ona ponovo ona počela tiskati.
Centralna banka 2006. godine uvodi novu novčanicu od 1000 kruna, što je prva novčanica koja sadrži novu sigurnosnu oznaku koju je razvila tiskarsko poduzeće Crane. Sve novčanice tiska Crane AB, koja ima sjedište u gradu Tumba u Švedskoj.
Novčanice iz posljednje serije su:
| 20 kruna   | 120 × 67 mm | plavo-ljubičasto | Selma Lagerlöf    | Nils Holgersson leti iznad Skånea                   |
| 50 kruna   | 120 × 77 mm | žuto             | Jenny Lind        | Harfa i njen tonski raspon                          |
| 100 kruna  | 140 × 72 mm | svijetlo plavo   | Carl von Linné    | pčela oprašuje cvijet                               |
| 500 kruna  | 150 × 82 mm | crveno-sivo      | Karlo XI. Švedski | Christopher Polhem                                  |
| 1000 kruna | 160 × 82 mm | žuto-sivo        | Gustav Vasa       | slika Sjevernih ljudi iz 1555 godine Olausa Magnusa |

| Yahoo! Finance: | AUD CAD CHF EUR GBP HKD JPY USD |
| XE.com:         | AUD CAD CHF EUR GBP HKD JPY USD |